# Những cuộc phiêu lưu mới của những kẻ báo thù không bao giờ bị bắt
Những cuộc phiêu lưu mới của những kẻ báo thù không bao giờ bị bắt (tiếng Nga: Новые приключения неуловимых) là phần tiếp theo của bộ phim Những kẻ báo thù không bao giờ bị bắt, ra mắt lần đầu năm 1969.
Truyện phim phỏng theo tiểu thuyết Lũ quỷ đỏ của nhà văn Pavel Blyakhin.

## Diễn viên
- Viktor Kosykh... Dan'ka
- Mikhail Metyolkin... Valerka
- Vasili Vasilyev... Yashka (cậu bé Sygan)
- Valentina Kurdyukova... Ksanka
- Lev Sverdlin
- Yefim Kopelyan... Ataman Burmash
- Vladimir Treshchalov... Sidor Luty
- Boris Sichkin... Buba Kastorsky
- Inna Churikova
- Nadezhda Fedosova
- Gleb Strizhenov
- Savely Kramarov
- Lev Barashkov
- Vladimir Belokurov